# Gammel dansk hønsehund
De gammel dansk hønsehund is een hondenras dat afkomstig is uit Denemarken. Het is een jachthond die geschikt is voor de jacht op waterwild. Het dier is langzaam ten opzichte van andere rassen en heeft de gewoonte bij de jager in de buurt te blijven. Het dier is geschikt als gezelschapshond, zolang het voldoende ruimte en beweging krijgt.
Een volwassen reu is ongeveer 56 centimeter hoog, een volwassen teef ongeveer 52 centimeter. Het gewicht varieert tussen de 18 en 24 kilogram.
Bracco italiano ·
Braque d'Auvergne ·
Braque de l'Ariège ·
Braque du Bourbonnais ·
Braque Dupuy ·
Braque français ·
Braque Saint-Germain ·
Český fousek ·
Drentsche patrijshond ·
Duitse staande hond (draadhaar) ·
… (korthaar) ·
… (langhaar) ·
… (stekelhaar) ·
Engelse setter ·
Épagneul bleu de Picardie ·
Épagneul breton ·
Épagneul de Pont-Audemer ·
Épagneul français ·
Épagneul picard ·
Gammel dansk hønsehund ·
Gordon setter ·
Griffon Boulet ·
Griffon Korthals ·
Grote münsterländer ·
Ierse setter ·
Kleine münsterländer ·
Perdigueiro de Burgos ·
Perdigueiro português ·
Poedelpointer ·
Pointer ·
Slovenský hrubosrstý stavač ·
Spinone italiano ·
Stabij ·
Vizsla ·
Weimarse staande hond